# Macropus
Macropus es un género de marsupiales diprotodontos de la familia Macropodidae que incluye tres subgéneros y  14 especies de canguros, ualarúes y ualabíes.

## Especies
Se han descrito las siguientes especies:
- Subgénero Macropus Shaw, 1790
  - Macropus fuliginosus - canguro gris occidental
  - Macropus giganteus - canguro gris oriental o canguro gigante
- Subgénero Notamacropus Dawson et Flannery, 1985
  - Macropus agilis — ualabí ágil
  - Macropus dorsalis — ualabí de raya negra
  - Macropus eugenii — ualabí de la isla Eugenia
  - Macropus greyi † — ualabí de Grey o tulache
  - Macropus irma — ualabí irma
  - Macropus parma —  ualabí parma
  - Macropus parryi —  ualabí de Parry
  - Macropus rufogriseus — ualabí de cuello rojo
- Subgénero Osphranter Gould, 1842
  - Macropus antilopinus — canguro  antílope
  - Macropus bernardus - ualarú Woodward
  - Macropus robustus — ualarú o euro
  - Macropus rufus — canguro rojo
  - Macropus titan †
  - Macropus pearsoni †